# یواس‌اس ماراتانزا (۱۸۶۱)
یواس‌اس ماراتانزا (۱۸۶۱) (به انگلیسی: USS Maratanza (1861)) یک کشتی بود که طول آن ۲۰۹ فوت (۶۴ متر) بود. این کشتی در سال ۱۸۶۱ ساخته شد.